# Національна ліга за демократію
Національна ліга за демократію (бірм. အမျိုးသားဒီမိုကရေစီအဖွဲ့ချုပ်, трансліт. амйо́за дімокрасі́ апхвє́джоуп ; скорочено НЛД) — лівоцентристська політична партія М'янми, заснована в 1988 році. Генеральний секретар і засновник партії — лауреат Нобелівської премії Аун Сан Су Чжі.
На виборах 1990 року партія здобула 392 з 492 місць у парламенті, але військова хунта, що правила країною на той момент, не визнала результату, заборонивши формування нового уряду. Після виборів більшість членів була піддана гонінням і взята під домашній арешт.
У 2001 році партію було відновлено, деяких її членів звільнено, зокрема й Аун Сан Су Чжі.
Протягом 2002–2003 років НЛД була дуже активною, активісти партії здійснювали багато поїздок по всій країні, одержуючи таким чином велику підтримку громадян. В одній з таких поїздок, у місті Депаїн, 12 членів партії були застрелені (ймовірно, на замовлення влади). Після цієї події Аун Сан Су Чжі була знову заарештована, більшість членів партії під тиском влади покинули НЛД.
У 2010 році НЛД бойкотувала вибори через те, що найвпливовіші члени партії, з яких і сама Аун Сан Су Чжі, не змогли взяти в них участь, оскільки перебували ще під домашнім арештом.
Під час довиборів 1 квітня 2012 року на 45 вільних місць у парламенті НЛД завоювала свої перші 43 мандати.
У перших вільних виборах за 25 років, що відбулися 8 листопада 2015 року, НЛД здобула абсолютно впевнену перемогу і сформувала більшість у парламенті.